# Stephen Warnock
Stephen Warnock (* 12. prosince 1981 Ormskirk, Lancashire) je bývalý anglický profesionální fotbalista, který hrál jako levý obránce.
Svou kariéru začal v klubu Liverpoolu a během kariéry, která trvala mezi lety 2002 a 2018, také reprezentoval Coventry City FC, Bradford City AFC, Blackburn Rovers FC, Aston Villa FC, Bolton Wanderers FC, Leeds United FC, Derby County FC, Wigan Athletic FC a Burton Albion FC. Dvakrát byl členem anglické fotbalové reprezentace. Účastnil se Mistrovství světa ve fotbale 2010.
Po skončení kariéry pracoval v televizi.

## Úspěchy
- Superpohár UEFA 2005 v klubu Liverpool FC
- Football League One: 2015–16 - Wigan Athletic FC
- Hráč roku: 2003–04 - Coventry City FC
- Hráč roku: 2008-09 - Blackburn Rovers FC